# نیروی کارگران
کنفدراسیون عمومی کار- نیروی کارگران،∗ که معمولاً تنها با قسمت دوم نامش (نیروی کارگران) شناخته می‌شود یکی از پنج کنفدراسیون مهم کارگری در فرانسه است.
این سازمان در ۱۹۴۸ از «کنفدراسیون عمومی کار» منشعب شد. این انشعاب در اعتراض به کنترل آن اتحادیه توسط حزب کمونیست فرانسه بود. 
نیروی کارگران عضوی از کنفدراسیون اتحادیه‌های کارگری اروپا است. رهبر کنونی آن فردریک سوئیوت است.
لئون جوهاکس از اعضای مشهور آن به شمار می‌آید.